# Quercus inopina
Quercus inopina là một loài thực vật có hoa trong họ Cử. Loài này được Ashe miêu tả khoa học đầu tiên năm 1929.

## Hình ảnh